# Periscepsia helymus
Periscepsia helymus är en tvåvingeart som först beskrevs av Walker 1849.  Periscepsia helymus ingår i släktet Periscepsia och familjen parasitflugor. Inga underarter finns listade i Catalogue of Life.